# Чарльстонський коледж

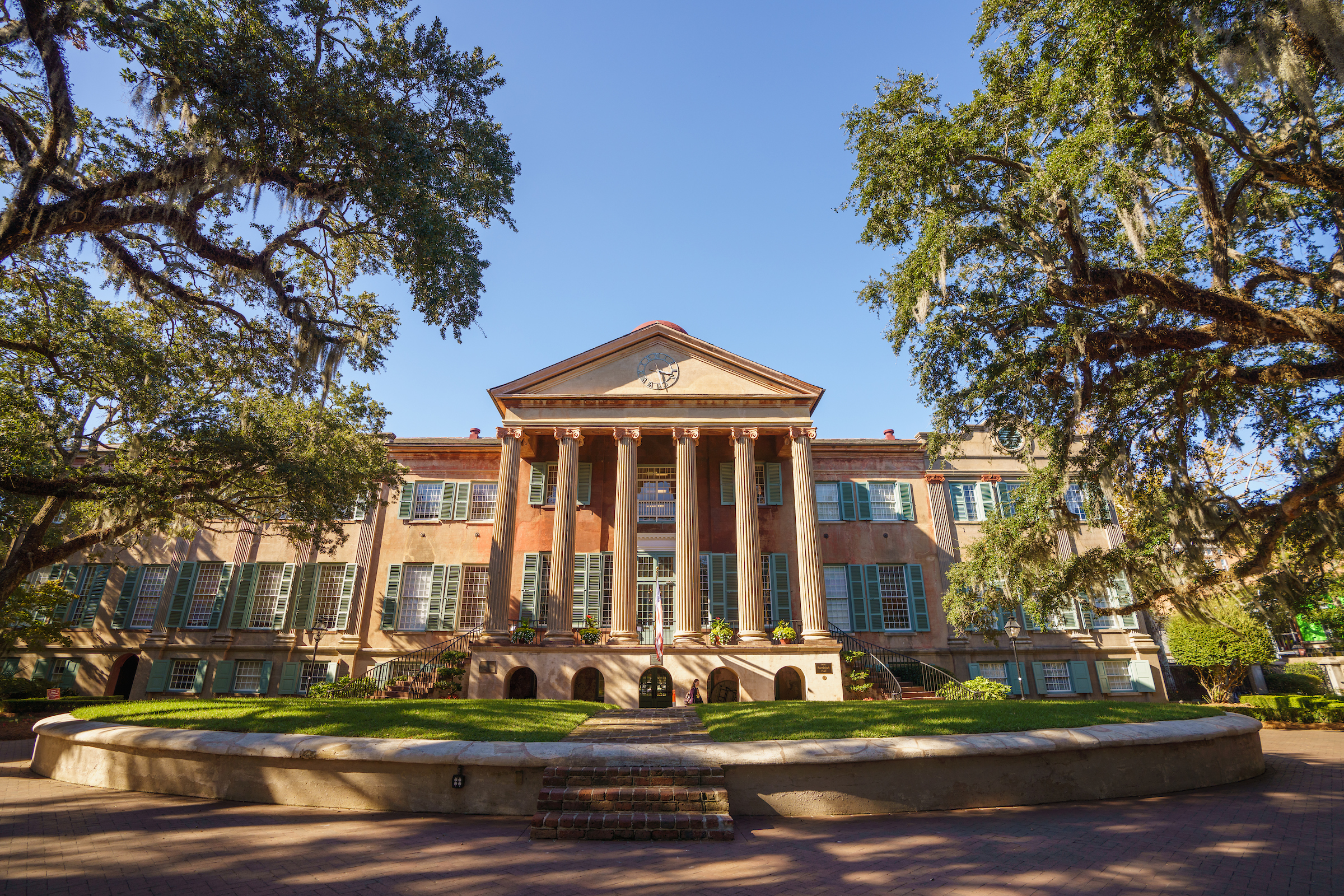

32°47′03″ пн. ш. 79°56′17″ зх. д. / 32.784166666667° пн. ш. 79.938055555556° зх. д.
Чарльстонський коледж (англ. College of Charleston) — державний університет, розташований в історичному центрі Чарлстона, штат Південна Кароліна, США. Заснований в 1770, Чарльстонський коледж став першим вищим навчальним закладом в штаті Південна Кароліна і 13-м в США. Троє із засновників коледжу підписали Декларацію незалежності США (Едвард Ратледж, Артур Міддлтон і Томас Хейвард), і троє — Конституцію США (Джон Ратледж , Чарльз Пінкні та Чарлз Котсворт Пінкні).